# 判田台北
判田台北（はんだだいきた）は、大分県大分市の地名。現行行政地名は判田台北一丁目から判田台北四丁目。住居表示実施済区域。

## 地理
大分市の大南地区に属し、東に判田台東と下判田、南に判田台南、西と北に中判田と接している。

## 歴史

### 沿革
- 2018年（平成30年）1月6日 - 住居表示を実施に伴い、大字上判田・大字中判田・大字中判田字沼ケ迫・大字下判田の各一部（通称は判田台北）から、判田台北一丁目から判田台北四丁目を新設[5]。

### 町名の変遷
| 実施後         | 実施年月日               | 実施前（各町名ともその一部、公称のみ）   |
| -------------- | ------------------------ | ---------------------------------------- |
| 判田台北一丁目 | 2018年（平成30年）1月6日 | 大字中判田、大字中判田字沼ケ迫（各一部） |
| 判田台北二丁目 | 2018年（平成30年）1月6日 | 大字中判田（各一部）                     |
| 判田台北三丁目 | 2018年（平成30年）1月6日 | 大字中判田、大字下判田（各一部）         |
| 判田台北四丁目 | 2018年（平成30年）1月6日 | 大字上判田、大字中判田（各一部）         |

## 世帯数と人口
2022年（令和4年）3月31日現在（大分市発表）の世帯数と人口は以下の通りである。
| 丁目           | 世帯数  | 人口    |
| -------------- | ------- | ------- |
| 判田台北一丁目 | 84世帯  | 197人   |
| 判田台北二丁目 | 118世帯 | 267人   |
| 判田台北三丁目 | 133世帯 | 296人   |
| 判田台北四丁目 | 119世帯 | 246人   |
| 計             | 454世帯 | 1,006人 |

### 人口の変遷
国勢調査による人口の推移。
| 2020年（令和2年） | 991人 | [ 6 ] |  |

### 世帯数の変遷
国勢調査による世帯数の推移。
| 2020年（令和2年） | 387世帯 | [ 6 ] |  |

## 学区
市立小・中学校に通う場合、学区は以下の通りとなる（2022年4月時点）。
| 丁目           | 番・番地等 | 小学校             | 中学校             |
| -------------- | ---------- | ------------------ | ------------------ |
| 判田台北一丁目 | 全域       | 大分市立判田小学校 | 大分市立判田中学校 |
| 判田台北二丁目 | 全域       | 大分市立判田小学校 | 大分市立判田中学校 |
| 判田台北三丁目 | 全域       | 大分市立判田小学校 | 大分市立判田中学校 |
| 判田台北四丁目 | 全域       | 大分市立判田小学校 | 大分市立判田中学校 |

## 施設
- 大分市立判田中学校

## その他

### 日本郵便
- 郵便番号 : 870-1126[2]（集配局 : 大分南郵便局[8]）。